# 増田胤次
増田 胤次（ますだ たねじ、1887年6月29日 - 1964年6月5日）は、日本の医学者。東京帝国大学医学部耳鼻咽喉科の教授。埼玉県出身。

## 略歴
1887年（明治20年）6月29日生まれ。東京帝国大学医科大学卒業。スイスに留学し、陸軍軍医学校教官を経て、1924年（大正13年）母校である東京帝国大学の教授となる。同年、医学博士を取得。1942年（昭和17年）、東京帝国大学附属病院長に就任。1952年（昭和27年）東京大学名誉教授。
1964年（昭和39年）6月5日死去。76歳。墓地は奥多摩にある。